# حكومة حسين بن ناصر الأولى
حكومة حسين بن ناصر الأولى هي الحكومة السابعة والأربعون من حكومات المملكة الأردنية الهاشمية. شكّل حسين بن ناصر الحكومة في 21 أبريل عام 1963م، بتكليف من ملك الأردن الحسين بن طلال. وقد حلّت الحكومة في 9 يوليو 1963.

## وصلات خارجية
- موقع رئاسة الوزراء